# Xanthopimpla minuta
Xanthopimpla minuta är en stekelart som beskrevs av Cameron 1905. Xanthopimpla minuta ingår i släktet Xanthopimpla och familjen brokparasitsteklar.

## Underarter
Arten delas in i följande underarter:
- X. m. lotipes
- X. m. aurangabadensis
- X. m. lita
- X. m. quadrula